# Collema substipitatum
Collema substipitatum är en lavart som beskrevs av Zahlbr. Collema substipitatum ingår i släktet Collema och familjen Collemataceae.   Inga underarter finns listade i Catalogue of Life.